# 无闻除阻
爆发音无闻除阻（英語：no audible release），指该音延迟除阻或除阻时听不到爆发。在国际音标中，无闻除阻用一个右上方向的折角表示，置于爆发音之后：[◌̚]。
又译无听感除阻、无声除阻，也译不除阻。音素旧译唯闭音（unreleased stop；）。

## 汉语

### 入声韵尾
汉语中的客家语和粵語（部分客语方言和粤语方言例外，如连城话和东莞话）、闽语（如閩南語）的文读系统、部分贛語方言中的入声字的韵尾称为“唯闭音”，就是一种典型的无声除阻音，即以/p̚/、/t̚/、/k̚/为韵尾的入声字，韵尾辅音为无声除阻音，如粤语广府话[aːp̚]“鸭”、[paːt̚]“八”、[tɐk̚]“德”又如閩南語的[lɔk̚˨˦]”鹿”。在这些词中，韵尾辅音都有成阻和持阻阶段，但最后没有爆发。

### 现代标准汉语
现代标准汉语由于没有复辅音，也没有塞音韵尾，因此没有一个塞音存在无声除阻现象。

## 台湾南岛语族
在辅音丛中，开头的塞音变为无声除阻音是非常自然的语音现象，但台湾南岛语族中的大多数都有例外，辅音丛中的所有塞音都有完整的除阻过程。

## 越南语
过去曾认为，越南语中的塞音韵尾也是无声除阻音，但后来的研究证明，实际存在着一个非常短暂的不带声的鼻音除阻。

## 英语
在大部分英语中，辅音丛中开头的塞音往往伴随着无声除阻现象。如doctor[ˈdɒk̚tɚ]。其原理是辅音丛中的辅音有相互交叠的现象，当第一个塞音除阻时，第二个辅音恰处于持阻阶段，因此听不到前者的爆发。在字、句末的辅音也會出現此種无声除阻現象。

## 非肺部辅音
除了常见的肺部气流音，塞音中的非肺部气流音也存在无声除阻的现象。如喌音（搭嘴音）的第二除阻。喌音有两个成阻点，例如龈后喌音，即口语中呼鸡的声音，前阻点是舌尖和龈后，后阻点是后舌面和软腭。发喌音时，先是舌尖松开形成内爆除阻，然后是软腭处的无声除阻。发喷音（挤喉音）的时候也是两处成阻，一是喉门关闭，同时上声道内例如软腭成阻。软腭处除阻后喷音爆发，然后喉塞无声除阻。

## 外部連結
- English unreleased stops （页面存档备份，存于）